# 21537 Фреше
21537 Фреше́ (21537 Fréchet) — астероїд головного поясу, відкритий 15 серпня 1998 року.
Тіссеранів параметр щодо Юпітера — 3,215.